# 九龍江 (越南)
九龍江（越南语：／）是湄公河下游越南境內入海口河段的名稱。湄公河在這段河道流入南中國海共有九个入海口，故而有此名字。
這九個河口分別為美萩河（Sông Mỹ Tho）的出海口小门（Cửa Tiểu）、大门（Cửa Đại），巴莱河（Sông Ba Lai）的出海口巴莱门（Cửa Ba Lai），咸笼河（Sông Hàm Luông）的出海口咸笼门（Cửa Hàm Luông）、古毡河（Sông Cổ Chiên）的出海口古毡门（Cửa Cổ Chiên）、恭候门（Cửa Cung Hầu），后江（Hậu Giang）的出海口定安门（Cửa Định An）、巴忒门（Cửa Ba Thắc）、争提门（Cửa Tranh Đề）。
九龍江沿岸為平原地貌，被稱為九龍江平原，中文一般稱為湄公河三角洲。湄公河三角洲是越南最富饒的農業地區之一。原屬柬埔寨，被稱為下柬埔寨。後在越南人南進過程中成為越南的領土。
1. ↑  . sites.google.com.   [2022-11-19]. （原始内容存档于2023-02-08） （中文（中国大陆））.